# Виллебранд (баронские роды)
Виллебранд (швед. von Willebrand) — три баронских рода.

## Происхождение и история рода
Шведский капитан, мекленбургский уроженец Эрнст-Фридрих Виллебранд, возведен был шведским королём Карлом XI в дворянское достоинство 5 апреля 1616 года. Сын его Эрнст-Густав был полковникомъ абоского пехотного полка, комендантом в Вильманстранде с 1739 по 1743 год и кавалером ордена Меча.
Грамотой Шведского короля Густава IV, от 27 июля / 8 августа 1806 года, его правнук, бывший губернатор Або-Бьернеборгский, статс-секретарь, генерал-майор Эрнст Густав фон Виллебранд возведен, с нисходящим его потомством, в баронское достоинство королевства Шведского.
Род сына его, капитана Густава-Генриха фон-Виллебранда внесен 11 / 23 января 1818 года, в матрикул Рыцарского Дома Великого Княжества Финляндского, в число баронских родов, под № 23.
Высочайшим указом, от 2 / 14 августа 1830 года, президент Абоского гофгерихта, действительный статский советник Адольф-Фридрих фон-Виллебранд возведен, с нисходящим его потомством, в баронское достоинство Великого Княжества Финляндского.
Род его внесен, 13 / 25 октября 1832 года, в матрикул Рыцарского Дома Великого Княжества Финляндского, в число родов баронских, под № 33.
Высочайшим указом, от 23 марта / 4 апреля 1889 года, доктор медицины, действительный статский советник, Канут-Феликс фон Виллебранд возведен, с нисходящим его потомством, в баронское достоинство Великого Княжества Финляндского.
Род его внесён в 1890 году, в матрикул Рыцарского Дома Великого Княжества Финляндского, в число родов баронских, под № 60.

## Описание герба
по Долгорукову
Верхняя половина щита голубая, нижняя золотая. На зелёной траве стоит чёрная башня с тремя зубцами, и на зубцах поставлена дымящаяся жаровня.
На щите дворянский коронованный шлем. Нашлемник: выходящие вправо и влево по три знамени, два красных и одно голубое, и между знаменами выходит дикарь, держащий в правой руке зажженный факел. Намёт на щите голубой, подложенный золотом.